# Солања
Солања (итал. Solagna) је насеље у Италији у округу Виченца, региону Венето.
Према процени из 2011. у насељу је живело 1659 становника. Насеље се налази на надморској висини од 135 м.

## Становништво
Према резултатима пописа становништва 2011. у општини је живело 1.895 становника.
| 1931. | 1936. | 1951. | 1961. | 1971. | 1981. | 1991. | 2001. | 2011. |
| ----- | ----- | ----- | ----- | ----- | ----- | ----- | ----- | ----- |
| 2.619 | 1.502 | 1.908 | 1.811 | 1.485 | 1.554 | 1.519 | 1.759 | 1.895 |

## Партнерски градови
- Codogno